# Chiesa abbaziale di Santa Maria Assunta
La chiesa abbaziale di Santa Maria Assunta è un importante luogo di culto cattolico della Spezia, già procattedrale dal 1929 al 1975, che sorge nel centro storico cittadino, in piazza Giulio Beverini.

## Storia

### Le origini e le guerre

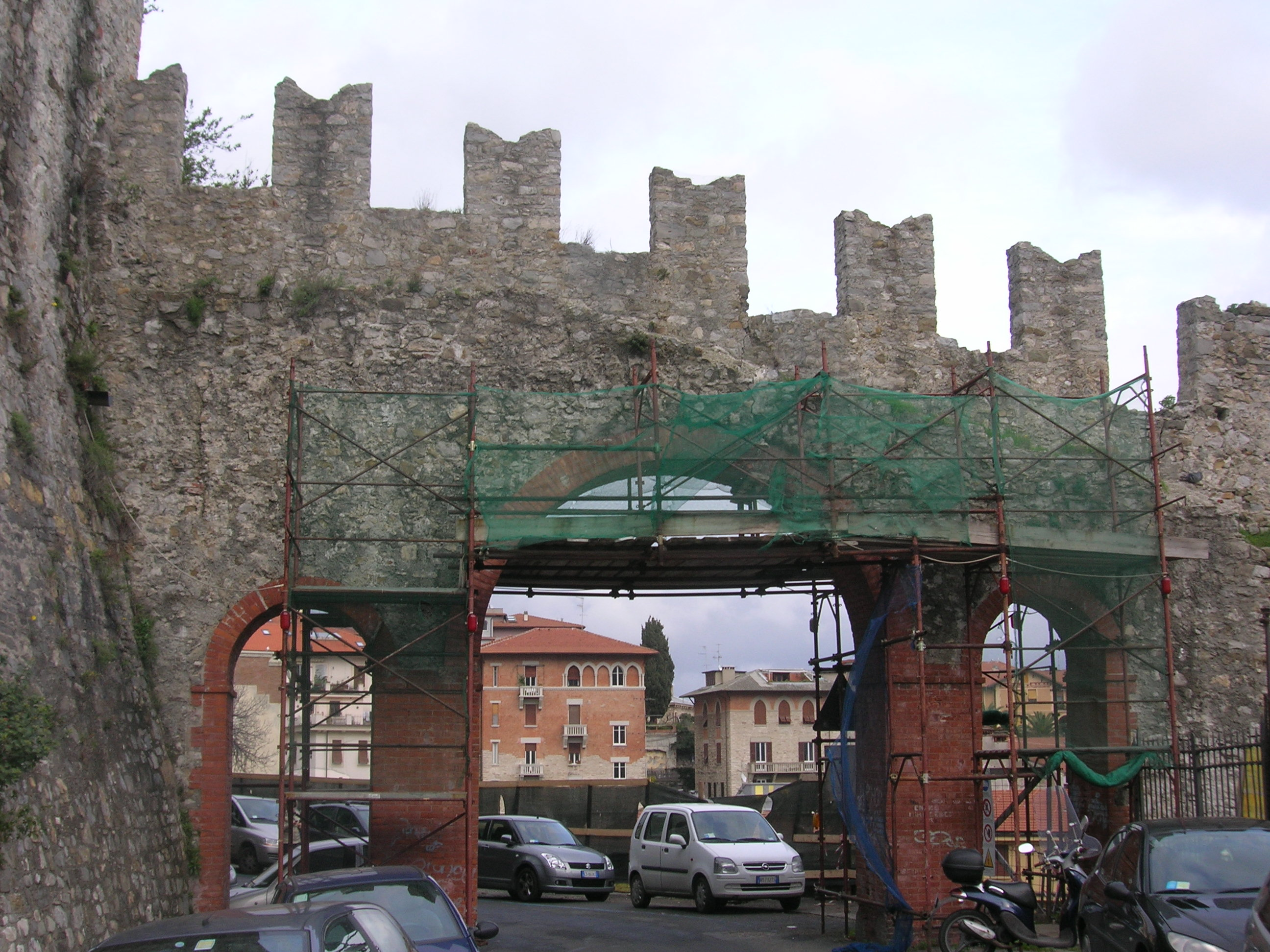
Scorcio delle mura medievali.

Pur non esistendo dati o documenti che attestino l'anno della sua fondazione (forse il 1271), la storia della chiesa di Santa Maria Assunta è strettamente legata alla storia della città della Spezia. 

Alla data in cui l'edificio Simone Boccanegra, nell'anno 1343 sede della Podesteria (generatasi da quella di Carpena) con vicariato su buona parte della riviera di Levante.
L'8 giugno 1371 venne siglato l'accordo tra i sindaci delle due Podesterie per deciderne la fusione sotto il consenso genovese, proprio all'interno della chiesa di Santa Maria Assunta. A questa data dunque, il santuario religioso già esisteva, ma non era ancora sede parrocchiale in quanto era una pertinenza dell'antica chiesa di Marinasco; la diventerà nel 1434.
In questo periodo di cruente guerre, l'edificio religioso viene abbattuto nel 1436, nel timore che il famoso condottiero Niccolò Piccinino, al servizio del duca di Milano in guerra contro Genova, possa servirsene come avamposto per assaltare le mura cittadine. 
Infatti il percorso delle antiche mura formava una cinta rettangolare che scendeva dal castello San Giorgio verso l'attuale via Biassa e, seguendo l'odierna via Colombo e passando per la via Sapri, ripiegava verso la chiesa dei Santi Giovanni e Agostino risalendo verso il forte; la cinta muraria quindi escludeva completamente l'edificio della chiesa di Santa Maria Assunta che rimaneva così completamente esposto alle truppe viscontee.
Nel 1443 la chiesa viene ricostruita nello stesso luogo, ma all'interno della cinta difensiva opportunamente ampliata, e viene consacrata nel 1471. La nuova pianta della chiesa è a croce latina, suddivisa in tre navate da sei colonne a rocchi di marmo bianco di Carrara in stile tardo gotico, con volte a crociera, archi a sesto acuto, i muri decorati a fasce bianche e nere e con un rosone
centrale, (che è tuttora presente). 
I lavori tuttavia terminano solo nel 1550 con la definitiva realizzazione di una facciata rinascimentale in arenaria di Biassa.
Dal 12 ottobre 1685 la parrocchia è elevata a rango di Prevostura e il Rettore assume il titolo di prevosto. Nel 1712, viene innalzata a collegiata semplice con bolla papale di Clemente X e dotata di un "Capitolo collegiale", cioè una comunità di sacerdoti in servizio per le necessità religiose.
Nel 1734 viene ulteriormente insignita del titolo di Collegiata insigne abbaziale e il suo parroco assume il titolo di abate che conserva tuttora.

Nel corso degli anni e dei diversi abati che si sono susseguiti sono stati voluti e realizzate opere e restauri che hanno segnato modifiche anche importanti alle strutture esterna ed interna dell'edificio.
La chiesa di Santa Maria Assunta è censita nel Catalogo Generale dei Beni Culturali Italiani.

### L'abate Domenico Battolla

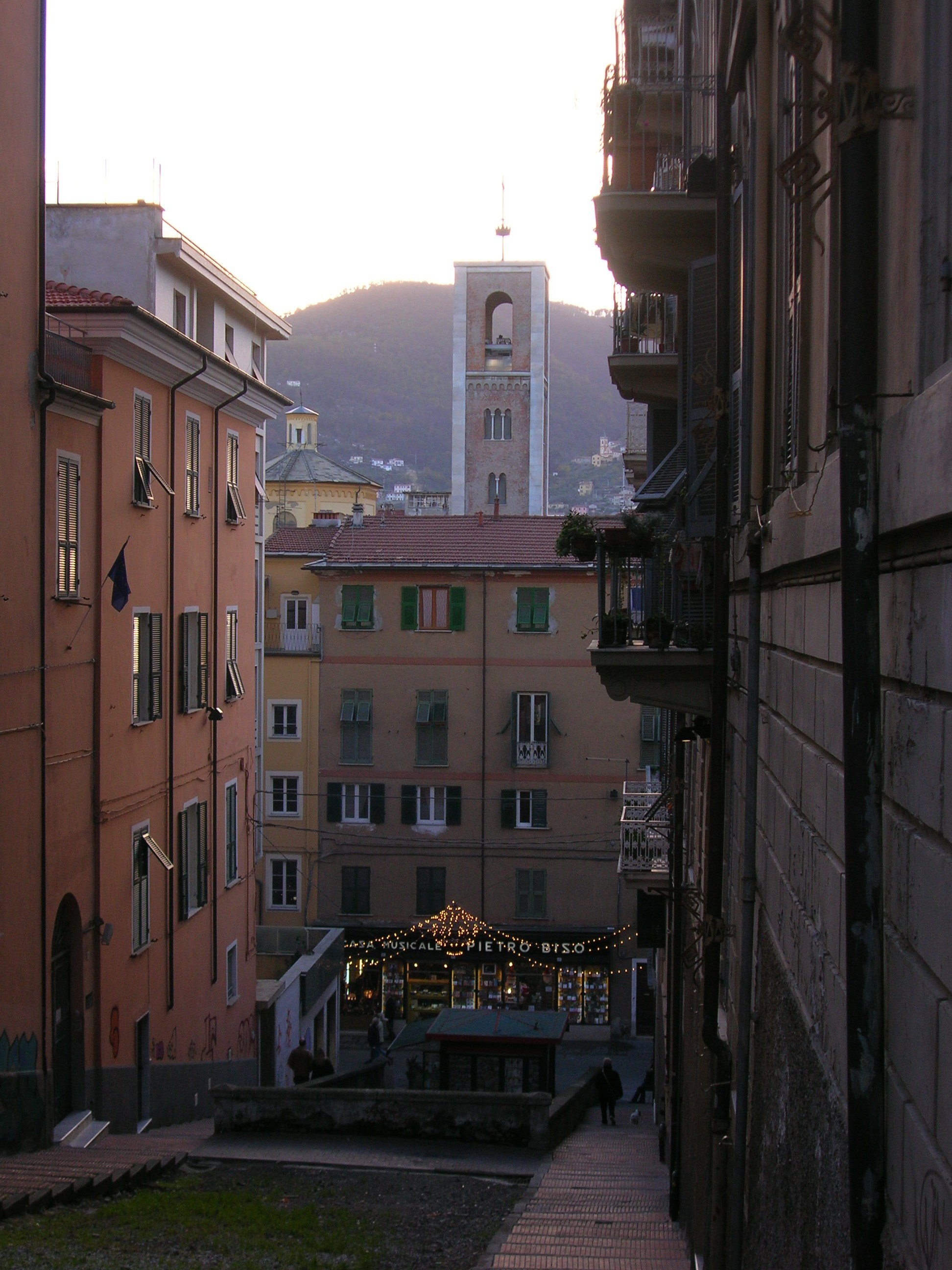
Il campanile di Santa Maria.

Tra il 1850 e il 1884 la chiesa è retta da una figura di grande rilievo, l'abate Domenico Battolla al quale si devono la chiamata alla Spezia dei primi salesiani e delle madri pie franzoniane, come pure l'istituzione, il 14 maggio 1858, della Conferenza di san Vincenzo de' Paoli.
Nel 1864 dispone il trasferimento dell'icona della Madonna della Neve, dall'omonimo oratorio sulle rive del torrente Lagora alla cappella del SS. Sacramento in Santa Maria, a seguito di un'inondazione. Questa icona, molto venerata dagli spezzini, rimane custodita in Santa Maria fino al 1881, data in cui viene consegnata ai salesiani nel nuovo tempio di N.S. della Neve.
Fra il 1860 e il 1872 fa eseguire alcuni importanti lavori di restauro.

### L'abate Nicolò Filippini
È grazie al nuovo abate che vengono eseguite le più importanti e radicali opere di trasformazione esterne ed interne del tempio. Nel 1927 l'architetto spezzino Franco Oliva progetta la nuova facciata della chiesa che, rispettando il disegno cinquecentesco originale, è più adatta alle ampie dimensioni dell'edificio.

Nel 1927, papa Pio XI istituisce la nuova diocesi della Spezia-Sarzana-Brugnato che diviene così sede episcopale. In attesa che sia costruita una nuova cattedrale, il 19 marzo 1929, Santa Maria è elevata a procattedrale della nuova diocesi.

### L'abate Giovanni Battista Cafferata
Nel 1935 fa eseguire i lavori di demolizione dell'antico campanile risalente al Cinquecento, di Simone da Pistoia, che ospitava l'antica e celebre campana chiamata affettuosamente dagli spezzini Lavezàa (in spezzino paiolo), che ogni mezzogiorno suonava segnando la sospensione del lavoro per recarsi a casa per il pranzo.

### Durante la seconda guerra mondiale e il dopoguerra
Il 19 aprile 1943, durante uno dei più devastanti bombardamenti che colpirono la città nel secondo conflitto mondiale, l'edificio religioso viene distrutto quasi completamente. Si salva soltanto il campanile e parte del presbiterio con le due colonne ad esso prospicienti che risultano pertanto essere le uniche due "originali" ancora esistenti ai giorni nostri.
Dopo l'armistizio e la cessazione delle ostilità, la chiesa venne ricostruita e ampliata con un ulteriore allungamento delle navate in direzione della piazza Beverini. La ricostruzione della facciata viene affidata nuovamente a Franco Oliva che propone e realizza una moderna soluzione architettonica che ricorda le vecchie forme ormai andate perdute, nella dicromia delle fasce bianche e nere, la decorazione tipica dello stile gotico genovese.
Il 20 novembre 1954, durante l'Anno Mariano solennemente dichiarato da papa Pio XII per ricordare la proclamazione del dogma dell'Immacolata Concezione, il vescovo della Spezia, monsignor Giuseppe Stella, celebra il rito di consacrazione della ricostruita chiesa di Santa Maria Assunta. La messa è celebrata dall'abate Cafferata in presenza di tutto il seminario e con l'esecuzione di una messa a quattro voci composta dal maestro Domenico Cortopassi.
| Navata centrale |  |
|                 |  |

L'8 dicembre 1954 il vescovo Stella rinnova la consacrazione della Spezia e della sua Diocesi al Cuore Immacolato di Maria.

### L'abate Antonio Mori
A fine anni cinquanta il nuovo abate Mori, colloca in un'apposita cappella, il crocifisso ligneo datato tra il 1460 e il 1480, al quale la comunità spezzina è stretta da particolare venerazione, poiché ritenuto miracoloso e legato ad alcune grazie concesse in momenti difficili della storia spezzina.

### L'abate Giacinto Bertonelli
Sarà l'abate Bertonelli ad adottare le nuove direttive del Concilio Vaticano II facendo realizzare dall'ingegner Ferdinando Carrozzi un'attenta opera di risistemazione dell'interno del tempio. 

Viene spostato l'altare maggiore verso il fondo del coro, trasformandolo in cattedra vescovile.
Inoltre viene collocata una nuova mensa sacra, scolpita in un unico blocco di marmo da Ferruccio Vezzoni da Pietrasanta, che raffigura su un lato temi dell'Antico e Nuovo Testamento e sull'altro il Concilio Vaticano II (consacrata l'8 settembre 1969).

### L'abate Dino Viviani e la nuova cattedrale
Per iniziativa dell'abate Viviani l'antico pulpito viene collocato come ambone nel presbiterio.
Nel 1975 viene inaugurata la nuova cattedrale di Cristo Re dei Secoli, eretta nella zona ricavata dallo sbancamento del colle dei Cappuccini; la chiesa di Santa Maria perde così il suo ruolo di procattedrale.
Importanti lavori di restauro sono compiuti sotto la guida dell'abate monsignor Ilvo Corniglia.
Il 22 gennaio 2012, l'allora vescovo Francesco Moraglia istituisce nell'antistante Cappella del SS. Crocifisso la sede dell'Adorazione Eucaristica Perpetua della diocesi.

## Descrizione
L'ancona dell'Incoronazione della Vergine, terracotta invetriata (attribuita in un primo tempo a Luca e più tardi al nipote Andrea della Robbia) in origine era conservata nel coro della Chiesa di San Francesco Grande.
Molte sono state le vicende delle sue successive collocazioni. 

Dopo la fine della Repubblica genovese, per le spoliazioni napoleoniche il 26 novembre 1814 l'ancona fu requisita e trasferita ad Arles.
L'anno seguente, dopo la disfatta di Waterloo e la definitiva caduta di Napoleone, il sindaco della Spezia presentò al Re Vittorio Emanuele I la richiesta affinché la città potesse ritornare in possesso dell'opera. 

La restituzione avvenne il 4 settembre 1817 e l'ancona venne collocata nella chiesa di Santa Maria sull'altare della Misericordia (poiché il convento di San Francesco, nel frattempo, era stato soppresso).

I frati però ottennero la restituzione dell'opera nel 1823 e la conservarono sino al 1863 quando il vecchio convento venne demolito poiché sorgeva nell'area destinata al costruendo Arsenale militare.
L'ancona allora venne destinata dallo Stato all'Accademia ligustica di belle arti (fino al 1892) e poi al Museo di Palazzo Bianco di Genova, finché la città di Spezia non dimostri di aver disposto che il bassorilievo venga esposto in una chiesa aperta al culto.
Il "prestito" ebbe termine grazie all'intervento del marchese Da Passano che investì della questione anche la Società di incoraggiamento morale e industriale della Spezia e l'opera poté fare definitivo ritorno nella sua città.

Finalmente nel 1904, l'ancona venne collocata nella navata sinistra della chiesa di Santa Maria, ove è tutt'oggi conservata.
La chiesa è divisa in ampie navate scandite da colonne e due navate minori, che confluiscono nelle due cappelle sopraelevate, che affiancano il presbiterio: la cappella della Misericordia a destra, quella dell'Immacolata a sinistra. Nella parte destra inoltre è situata la cappella del Sacro Cuore mentre in quella sinistra le altre due cappelle del Crocifisso e di San Giuseppe (che è anche il patrono della città).
La copertura del tempio è a volta con costoloni in pietra grigia su intonaco giallo chiaro.
Sulle pareti sono esposte numerose opere d'arte provenienti dalle chiese soppresse e demolite tra la fine dell'Ottocento e i primi anni del Novecento per dare spazio alla "nuova città" e alla sua viabilità (come la chiesa di Sant'Antonio che sorgeva nei pressi dell'attuale sede della Banca d'Italia) oppure perché comprese all'interno del perimetro del costruendo arsenale militare (come il convento di San Francesco).
Dal refettorio del convento infatti proviene la grande tela (datata 1642) rappresentante la Moltiplicazione dei pani e dei pesci di Giovan Battista Casone (1609-1681), collocata nella controfacciata.
Nella parte sinistra è esposta l'Annunciazione del genovese Andrea Semino, dipinto che risale alla fine del Cinquecento. Inoltre vi sono altre importanti opere:
- cassa sepolcrale della marchesa Francesca Malaspina da Mulazzo e del marito Baldassarre Biassa che fu un comandante spezzino della flotta pontificia (XV-XVI secolo). Il sarcofago appoggia su zampe leonine e reca iscrizioni e stemmi consunti sulla parte frontale (collocazione: prima campata sinistra);
- Parete sinistra:
  - tela risalente al XVII secolo del pittore pisano Aurelio Lomi (1556-1622) raffigurante i Miracoli di san Diego;
  - statua marmorea di Sant'Antonio abate attribuita a Fabio Del Medico (1511-1562) di Seravezza;
  - statua marmorea raffigurante la Beata Vergine del Carmine dell'artista di Introbio Carlo Tantardini (1677-1748).
- Terracotta invetriata policroma raffigurante l'Incoronazione della Vergine (alta circa 3 metri e larga 2,50 circa alla base e in forma di lunetta alla sommità): la tradizione ha voluto attribuire la scultura al fiorentino Luca della Robbia (1400-1481), ma in realtà si è scoperto trattarsi opera del nipote Andrea (1435-1525).
Nella sua parte superiore è collocata la figura della Vergine, contornata da una moltitudine di angeli, al cospetto del Signore in trono che la incorona. Al centro della scena lo Spirito Santo in forma di colomba. Nella parte inferiore sono figure di sei santi: tre francescani (S.Francesco, S.Bernardino e S.Antonio), San Giovanni Battista e Santa Maria Maddalena. A cornice della terracotta è posta una ghirlanda di frutta e foglie ad alto rilievo. Perduta per sempre è invece la predella inferiore (collocazione: navata sinistra);
- dipinto opera del genovese Giuseppe Palmieri (1674-1740) raffigurante San Francesco in estasi (collocazione: navata destra);
- dipinto opera del genovese Giuseppe Palmieri raffigurante San Francesco in orazione (collocazione: navata destra);
- dipinto de Il martirio di San Bartolomeo del monegliese Luca Cambiaso (1527-1585), con il ritratto del committente in armi (collocazione: navata destra);
- fonte battesimale del Cinquecento (collocazione: interno del recinto del battistero);
- Dipinto de la Madonna del latte del savonese Bartolomeo Guidobono (1654-1709) (collocazione: interno del recinto del battistero).

### L'altare
- Nel presbiterio una mensa sacra in marmo scolpita dal toscano Ferruccio Vezzoni (1908-1992) che reca i temi della Redenzione di Cristo alla luce del Concilio Vaticano II;
- dietro al coro ligneo del XVIII secolo è collocato un grande olio su tela risalente al XVI-XVII secolo a lungo attribuito al sarzanese Domenico Fiasella (1589-1669) (in realtà si tratta di un'opera della sua bottega). Il dipinto rappresenta l'Assunzione della Vergine ed è stato appositamente commissionato in quanto il soggetto corrisponde alla dedicazione del tempio.
- Croce e portavoce, opera dello scultore spezzino Claudio Ambrogetti.[3]

### Le cappelle
La cappella musicale di Santa Maria è sorta alla fine del Cinquecento ed ha avuto un'attività durata almeno 370 anni scandendo le note ed i canti della vita religiosa cittadina, funzionando anche da punto di riferimento che però oramai è andato definitivamente perduto.
All'interno della documentazione e del materiale storico di Santa Maria sono conservate le testimonianze della fervente attività della cappella, sotto forma di musiche autografe, orchestrazioni sacre a stampa o manoscritte risalenti al periodo tra il XIX-XX secolo, periodo in cui la direzione dell'istituzione venne assunta da Domenico Cortopassi (1875-1961) e poi da Mario Fiorentini, danno l'idea dell'intensa attività compiuta sin dalla sua creazione. Un esempio sono infatti i numerosi componimenti autografi del Cortopassi custoditi negli archivi della chiesa compiuti proprio durante il suo mandato di "maestro di cappella".
Degne di nota sono sicuramente la Pastorale, una messa scritta proprio dal Cortopassi per il Santo Natale del 1936 e la Messa a quattro voci composta sempre dal maestro in occasione della celebrazione della consacrazione della nuova chiesa svoltasi il 20 novembre 1954.
- La cappella dell'Immacolata: è stata decorata dal pittore Navarrini e custodisce un altare di Baratta risalente al XVII-XVIII secolo.

L'opera più importante della cappella è il prezioso Crocifisso in legno intagliato denominato il Venerabile, opera di un anonimo scultore piemontese della seconda metà del XV secolo. La recente opera di restauro del Venerabile ha restituito alla scultura l'aspetto originario mostrando tutta la drammaticità della Crocifissione espressa dal volto contratto e dalla posizione inarcata del corpo di Gesù. All'ingresso della cappella è posta un'acquasantiera da poco restaurata risalente alla fine del XV secolo con lavorazioni a scanalature.
- La cappella del Sacro Cuore è stata invece affrescata negli anni trenta dallo spezzino Luigi Agretti (1877-1937) e custodisce una statua in marmo del Cristo Redentore (opera risalente all'anno 1936) realizzata da Angiolo Del Santo appositamente per questo spazio.
- La cappella della Misericordia conserva alcune sculture lignee, un altare marmoreo datato databile al XVII secolo e un quadro raffigurante la Madonna della Misericordia di Giovanni Battista Casoni cognato ed allievo del Fiasella. Vi sono rappresentati Gesù Bambino in gloria che regge la sigla di san Bernardino e, ai lati, la Madonna, il Battista, san Giuseppe, san Bernardino ed altri santi francescani.

### La facciata e i portali
L'antica facciata barocca, ripartita da lesene, era a salienti con timpano centrale, modanature curvilinee ai lati e rosone marmoreo. I tre portali di accesso erano sormontati da lunette marmoree.
La facciata originaria è andata distrutta nel corso dell'ultima guerra ed è stata ricostruita nel dopoguerra con una nuova facciata a cinque campiture di cui le tre centrali sono a salienti. Il paramento è a fasce orizzontali di marmi colorati ed un oculo strombato centrale in luogo dell'antico rosone marmoreo.

Sopra i tre strombati portali d'ingresso sono collocate altrettante lunette in marmo, opera di Angiolo Del Santo, che da sinistra a destra raffigurano rispettivamente: Il trasporto delle spoglie di san Terenzio di Luni, l'Assunzione di Maria, San Venerio che scaccia il drago.
Il portale bronzeo centrale della chiesa ha preso il nome di Porta della Misericordia. Opera dello scultore Guglielmo Carro, dopo una lunga gestazione è stato inaugurato nel 1999 ed è composto da otto pannelli a bassorilievo che raffigurano le sette opere di misericordia e Papa Giovanni Paolo II in preghiera.

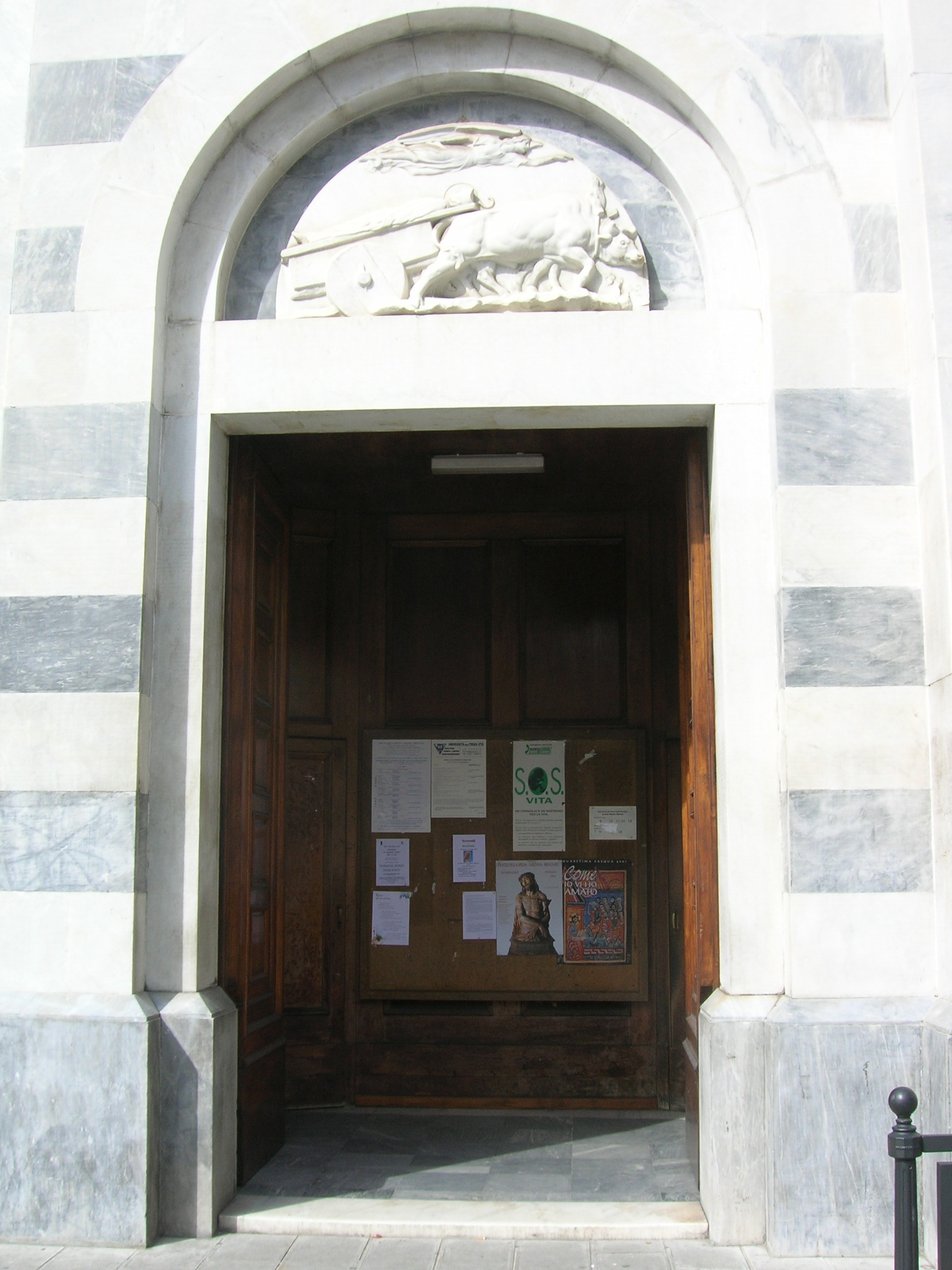
Il portale sinistro
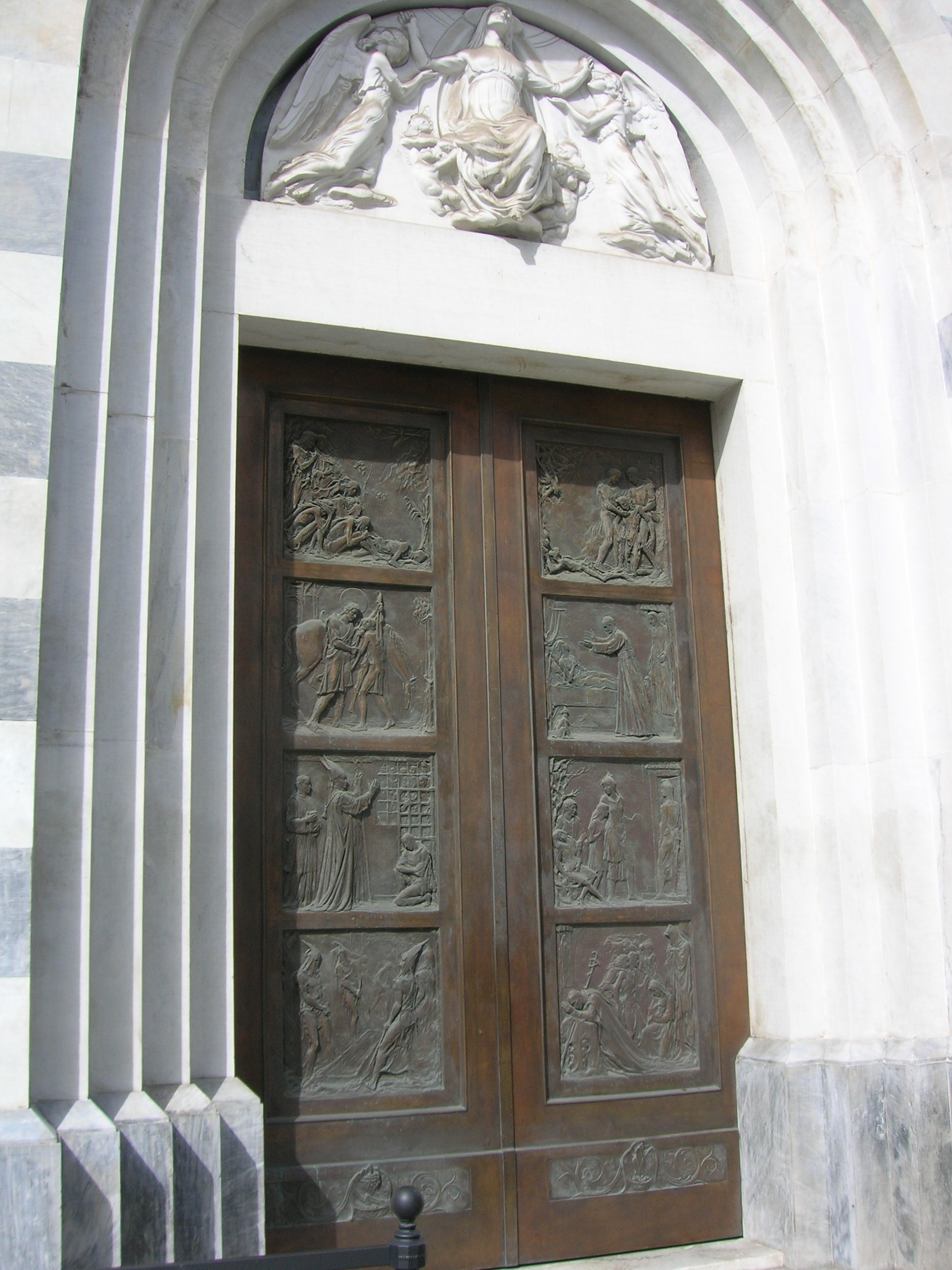
Il portale centrale
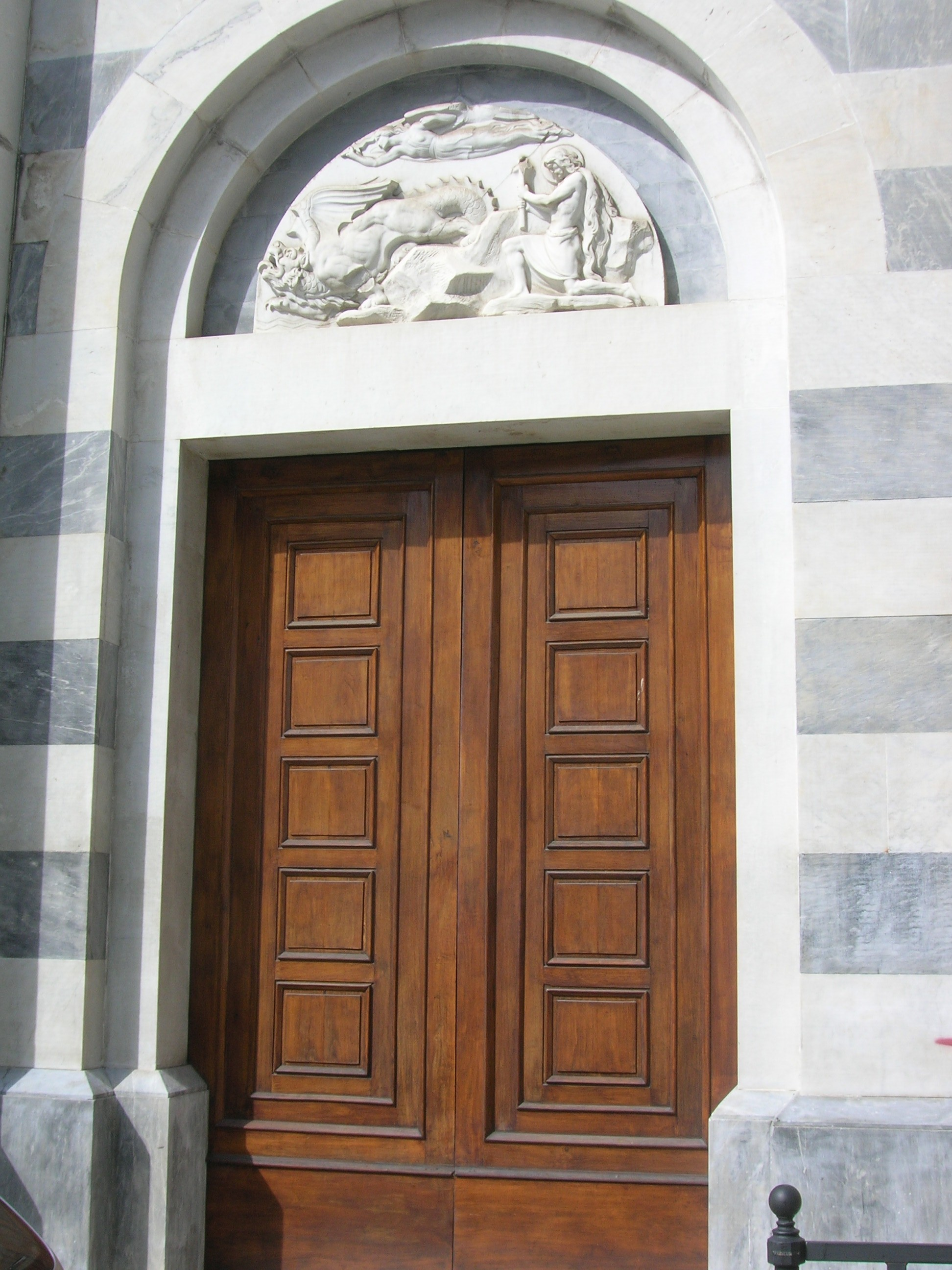
Il portale destro

### Organo a canne
L'organo a canne della chiesa è stato costruito nel 1932 dalla ditta organaria milanese Balbiani Vegezzi-Bossi nel 1932 ed in seguito più volte modificato e restaurato.
Lo strumento, a trasmissione elettrica, ha due tastiere di 61 note ciascuna ed una pedaliera concavo-radiale di 32.

## Galleria d'immagini

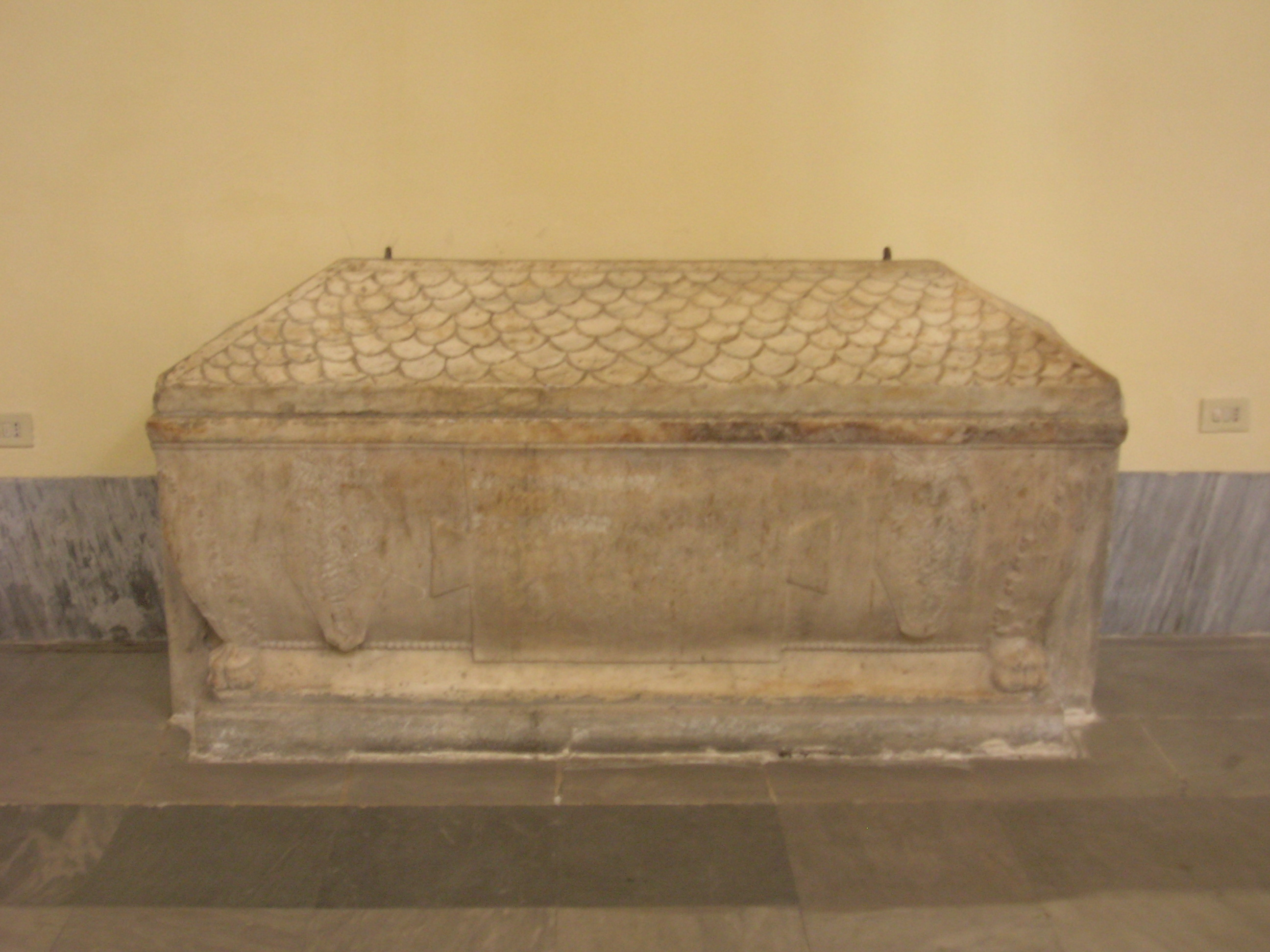
Sarcofago di Baldassarre Biassa e di Francesca Malaspina da Mulazzo XVI secolo
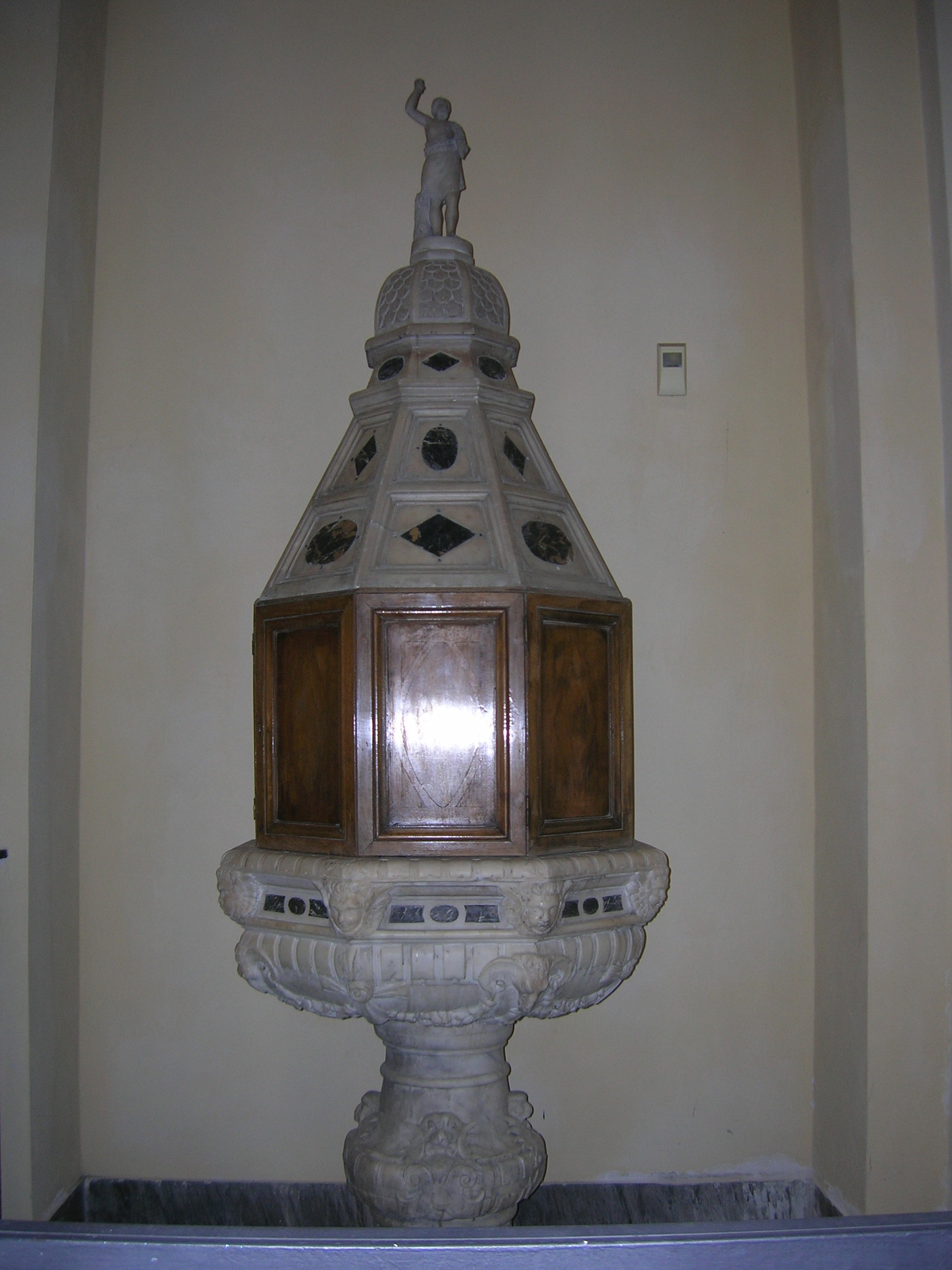
Fonte battesimale
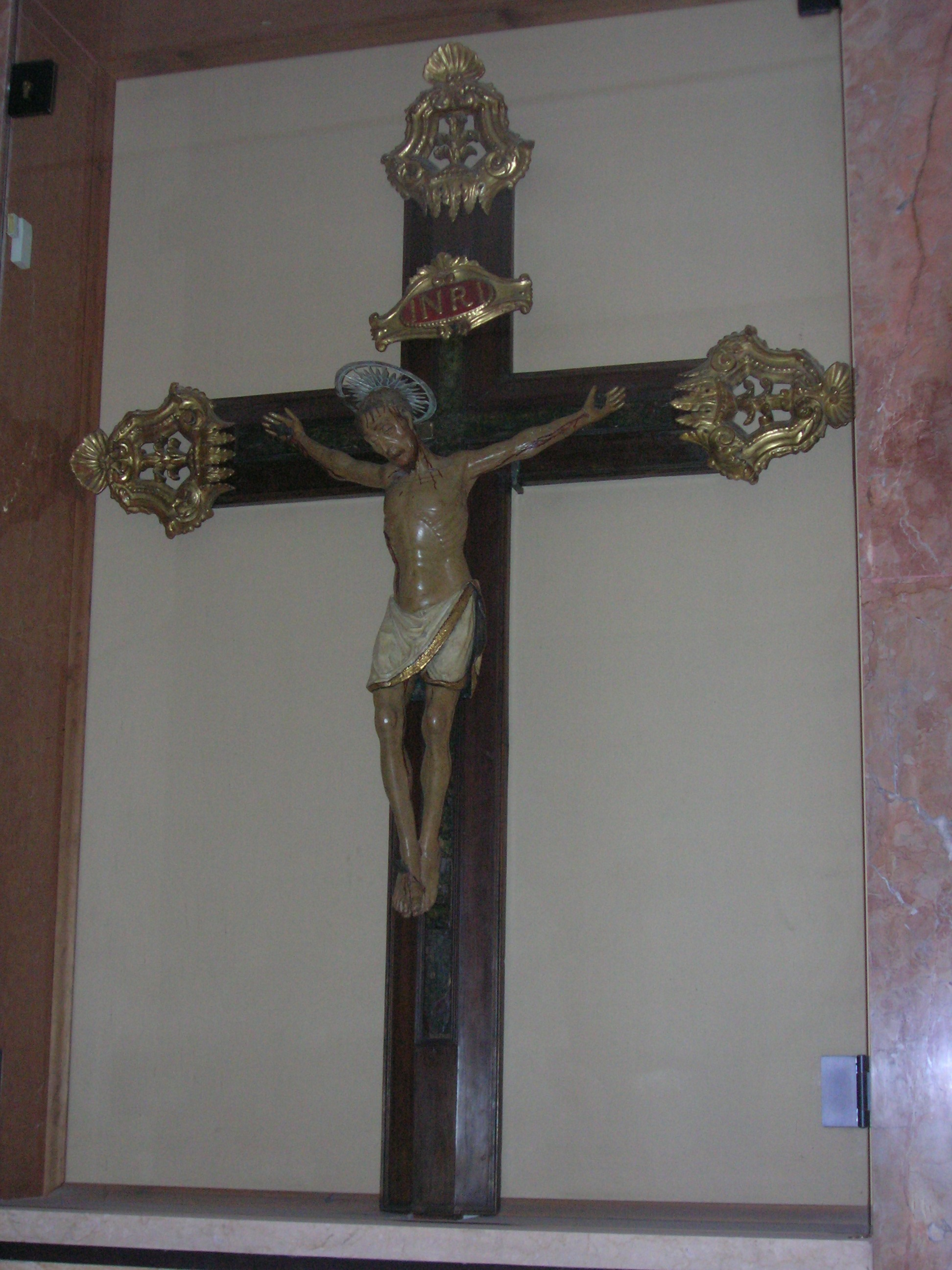
Crocifisso ligneo (Cappella dell'Immacolata) XV secolo
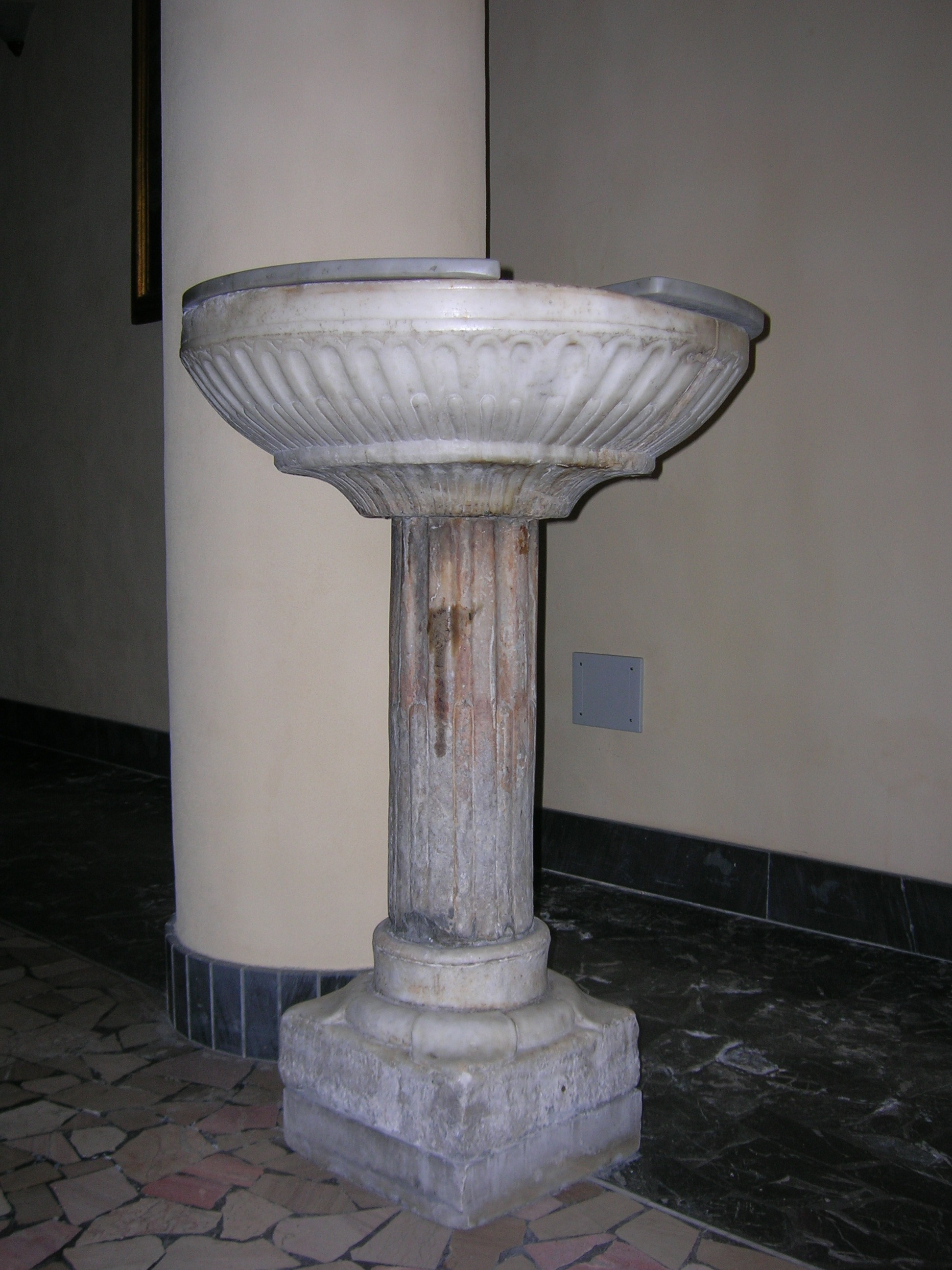
Acquasantiera (Cappella dell'Immacolata)